# Hymenophyllum howense
Hymenophyllum howense är en hinnbräkenväxtart som beskrevs av Garth Brownlie.
Hymenophyllum howense ingår i släktet Hymenophyllum och familjen Hymenophyllaceae. Inga underarter finns listade i Catalogue of Life.